# Лорд, Уильям Пейн
Уильям Пейн Лорд (англ. William Paine Lord, 20 июля 1838,  Довер, штат Делавэр — 17 февраля 1911, Сан-Франциско, штат Калифорния) — американский политик, 9-й губернатор Орегона в 1895–1899 годах. Член Республиканской партии.

## Ранние годы
Родился 20 июля 1838 года в Довере, штат Делавэр. Лорд был частично глухим и имел ограниченные способности говорить. Начальное образование получил в квакерской школе и частным репетиторством. Впоследствии он изучал право в Фэрфилд-колледже, который окончил в 1860 году. Прежде чем он смог продолжить учебу, во время Гражданской войны в США Лорд добровольно пошел на военную службу, получив звание майора (служил в 1-м Делавэрском кавалерийском батальоне в Потомакской армии Союза.
После окончания войны, Лорд продолжил обучение в юридической школе в Олбани-колледже в Нью-Йорке, получив высшее образование в 1866 году. Затем он вернулся в армию во второй раз в звании лейтенанта. В его обязанности входило размещение сообщений в Алькатрасе в заливе Сан-Франциско и форте Стейлакум недалеко от Такомы (штат Вашингтон). Когда Соединенные Штаты официально приобрели Аляску в 1867 году, лейтенант Лорд был отправлен в Ситку. В 1868 году Лорд ушел из армии, чтобы открыть юридическую практику в Сейлеме.

## Политика
Уильям Пейн Лорд вскоре стал заниматься политикой, поскольку в 1870 году он стал городским прокурором Сейлема. В 1878 году он был избран в Сенат штата, но оставил свое место, так как он был выдвинут в качестве кандидата от республиканцев в судьи Верховного суда Орегона. Лорд работал в суде с 1880 по 1894 год. Он был популярным судьей и имел репутацию самого компетентного юриста в истории штата, отбывший свой последний срок в качестве главного судьи. 
Лорд покинул должность судьи после того, как принял предложение республиканцев на выдвижение своей кандидатуры на выборах губернатора 1894 года.

### Губернатор Орегона
На посту губернатора Лорд активно поддержал распространению высшего образования, пресекал коррупцию спекулянтов землей и поддержал прямые выборы сенаторов Соединенных Штатов, когда Сенат отказался принять Генри У. Корбетта, назначенного Лордом. В 1895 году Орегонский университет присвоил губернатору почетную степень доктора права.
Он способствовал прекращению коррупционной практики спекуляции землей, создав Государственный земельный совет во главе с официальным государственным земельным агентом. Нынешняя система землепользования, защищающая дикую природу и рыболовство Орегона, начало развиваться из этого раннего агентства.
Законодательная ассамблея Орегона 1897 года не смогла приступить к работе из-за спора по поводу переизбрания сенатора Джона Х. Митчелла.
Лорд также призвал внести поправку в Конституцию штата Орегон, разрешающую губернатору применять вето по отдельным пунктам. Хотя в течение срока его полномочий данная поправка не была принята, более поздние губернаторы поддержали предложение Лорда. Право вето на отдельные положения законопроекта было окончательно утверждено в 1916 году.
Лорд проиграл свою заявку на второй срок в ходе жесткой борьбы на первичных выборах 1898 года против своего товарища-республиканца Теодора Т. Гира. 

### Последние годы
Вскоре после ухода с поста губернатора Лорд был назначен (октябрь 1899 года) министром (послом) США в Аргентине администрацией Мак-Кинли. В ранге посла он оставался до марта 1903 года, после чего вернулся в Орегон. 
В 1903 году Верховный суд Орегона назначил Лорда комиссаром Кодекса. На этой должности, которую он занимал до 1910 года, он изучил и аннотировал все существующие статутные законы Орегона, объединив их в три тома, «Законы Орегона Лорда» – официально Статутный кодекс штата Орегон 1909 года.

## Смерть
Умер 17 февраля 1911 года в Сан-Франциско, штат Калифорния. Его тело было возвращено в Орегон, где и похоронили в мавзолее аббатства Маунт Крест в Сейлеме.